# Elkins (Virgínia Ocidental)
Elkins é uma cidade localizada no estado norte-americano de Virgínia Ocidental, no Condado de Randolph.

## Demografia
Segundo o censo norte-americano de 2000, a sua população era de 7032 habitantes.
Em 2006, foi estimada uma população de 7046, um aumento de 14 (0.2%).

## Geografia
De acordo com o United States Census Bureau tem uma área de
8,2 km², dos quais 8,2 km² cobertos por terra e 0,0 km² cobertos por água. Elkins localiza-se a aproximadamente 587 m acima do nível do mar.

## Localidades na vizinhança
O diagrama seguinte representa as localidades num raio de 16 km ao redor de Elkins.